# 매클라우드관박쥐
매클라우드관박쥐(Rhinolophus maclaudi)는 관박쥐과에 속하는 박쥐의 일종이다. 기니의 토착종이다. 자연 서식지는 습윤 사바나 지역과 동굴, 지하 서식지(동굴 제외)이다. 국제 자연 보전 연맹(IUCN)이 멸종위기종으로 선정한 5종의 아프리카 작은박쥐류 중의 하나이다. 2013년, 국제박쥐보존협회가 전세계에서 우선적으로 보존해야 할 35종의 박쥐의 하나로 선정하였다. 서식지 감소로 받고 있다.